# Île de La Grande Mona
L'île de La Grande Mona est un îlot de mer Méditerranée appartenant administrativement à Carry-le-Rouet.
Il est totalement rocheux et désertique.
Le site est surtout connu des pratiquants de plongée sous-marine.